# Lobelia robusta
Lobelia robusta är en klockväxtart som beskrevs av Robert Graham. Lobelia robusta ingår i släktet lobelior, och familjen klockväxter. Inga underarter finns listade i Catalogue of Life.